# Fire Brigade
Fire Brigade är en poplåt skriven av Roy Wood, utgiven som singel av den brittiska musikgruppen The Move i januari 1968. Det var gruppens fjärde singel, och den första med Roy Wood som ledsångare.
Glen Matlock har senare berättat att öppningsriffet till "Fire Brigade" inspierarde honom då Sex Pistols spelade in "God Save the Queen".

## Listplaceringar
| Lista (1968)   | Position                              |
| -------------- | ------------------------------------- |
| Danmark        | 10 (DR "Top 20")                      |
| Irland         | 9                                     |
| Nya Zeeland    | 9 (NZ Listener)                       |
| Storbritannien | 3                                     |
| Sverige        | - (Testad på Tio i topp, ej inröstad) |
| Västtyskland   | 28                                    |